# جرج یوناشیرو
جرج یوناشیرو (به انگلیسی: George Yonashiro) بازیکن فوتبال اهل ژاپن و عضو تیم ملی فوتبال ژاپن است که در تاریخ ۲۶ اکتبر ۱۹۸۵ میلادی اولین بازی ملی‌اش را انجام داد. او در ۲ بازی ملی حضور داشت و آخرین بازی ملی خود را در تاریخ ۳ نوامبر ۱۹۸۵ میلادی انجام داد. جرج یوناشیرو در بازی‌های ملی‌اش
گلی به ثمر نرساند.